# Luca Mastrostefano
Luca Mastrostefano (* 14. Juni 1979 in London, England) ist ein ehemaliger italienischer Squashspieler.

## Karriere
Luca Mastrostefano spielte von 1999 bis 2010 auf der PSA World Tour und erreichte auf dieser in dieser Zeit einmal ein Finale. Im Oktober 2006 unterlag er im Finale der Leinster Open Jonathan Harford. Seine höchste Platzierung in der Weltrangliste erreichte er mit Rang 84 im März 2007. 2005 wurde Mastrostefano italienischer Meister.
Er hat Universitätsabschlüsse in Rechtswissenschaften und Marketing und wurde Geschäftsführer seiner eigenen Marketingagentur Gruppo Wise.

## Erfolge
- Italienischer Meister: 2005